# Antonio Varas
Antonio Varas de la Barra (Cauquenes 13 juni 1817 - Santiago 5 juni 1886) was een Chileens politicus.
Omdat zijn vader een aanhanger van het Spaanse bewind was, werden de familiebezittingen geconfisqueerd en raakte het gezin aan lager wal. Dankzij de inspanningen van zijn broer José Miguel, was hij echter in staat om zijn opleiding af te maken aan het Instituto Nacional. Tijdens zijn opleiding sloot hij vriendschap met studiegenoot Manuel Montt. Hierna studeerde hij rechten en sociale wetenschappen aan de voorloper van de Universiteit van Chili en promoveerde in 1842. Nog tijdens zijn universitaire studie werd hij benoemd tot docent wijsbegeerte aan de Instituto Nacional (1837). Op 24 december 1838 werd hij benoemd tot vice-kanselier en in 1842 - op 25-jarige leeftijd - rector van het Instituto Nacional. In datzelfde jaar werd hij voor de Partido Conservador (Conservatieve Partij) in de Kamer van Afgevaardigden gekozen. In 1843 volgde zijn benoeming tot lid van de faculteit wijsbegeerte aan de nieuwe Universiteit van Chili.
Tijdens het presidentschap van Manuel Bulnes was Varas minister van Justitie, Eredienst en Openbaar Onderwijs (1845-1846). In 1850 werd hij minister van Binnen- en Buitenlandse Zaken. Montt, zijn studievriend, die Bulnes in 1851 als president opvolgde, handhaafde Varas als minister van Binnen- en Buitenlandse Zaken tot 1856. Hij was daarnaast waarnemend minister van Justitie (1850), onderminister van Justitie, Eredienst en Openbaar Onderwijs en Financiën (1855), waarnemend minister van Oorlog en Marine (1856) en opnieuw minister van Binnen- en Buitenlandse Zaken (1860-1861). 
In 1857, na de splitsing van de conservatieve partij, richtte hij samen met president Montt de Partido Nacional (Nationale Partij) op. In 1861 werd hij door Montt naar voren geschoven als zijn beoogd opvolger als president, hetgeen leidde tot nog meer spanningen tussen de regering en de liberale oppositie. Uiteindelijk werd José Joaquín Pérez, een partijgenoot van Montt, in 1861 met de steun van de Fusión Liberal-Conservadora (Liberaal-Conservatieve Fusie), tot president gekozen.
In 1864 werd hij voor Partido Nacional in de Kamer van Afgevaardigden gekozen. In 1876 verruilde hij de Kamer van Afgevaardigden voor de Senaat. Hij was in 1882 voorzitter van de Senaat.
Hij overleed in 1886 in Santiago. Hij was al geruime tijd ernstig ziek.
Antonio Varas was getrouwd met Irene Herrera Bustamante bij wie hij zeven kinderen had.

## Trivia
- Puerto Varas is naar hem vernoemd.